# Лараки, Ахмед
Ахмед Мулай Лараки (араб. أحمد العراقي‎; 15 октября 1931, Фес или Касабланка, Французский протекторат Марокко — 2 ноября 2020, Касабланка) — марокканский политический и государственный деятель, премьер-министр Марокко (6 октября 1969 — 6 августа 1971), дипломат, медик, доктор медицинских наук (1957).

## Биография
Изучал медицину в Парижском университете, где в 1957 году получил докторскую степень. После возвращения на родину практиковал в Касабланке.
Член Партии независимости.
В 1958 году начал работать в правительстве Ахмеда Балафрежа. Дипломат, служил послом Марокко в Мадриде и Вашингтоне. 6 июля 1967 года был назначен министром иностранных дел. В 1967 году был повторно назначен главой дипломатии страны в правительстве Мохамеда Бенхима.
7 октября 1969 года стал премьер-министром Марокко. Ушёл в отставку в августе 1971 года после неудавшейся попытки военного переворота с целью убийства короля Хасана II.
Переехал в Париж, где работал советником, был назначен государственным министром иностранных дел в правительстве Ахмеда Османа. Во время своего пребывания на этом посту он входил в комитет марокканских переговорщиков Мадридских соглашений, определяющих формальности вывода испанских войск из Западной Сахары. В апреле 1974 года он снова стал государственным министром по иностранным делам. В течение этого срока полномочий он вёл переговоры с фронтом ПОЛИСАРИО в качестве посланника Хасана II о прекращении войны в Западной Сахаре. 14 ноября 1975 г. был подписан Мадридский пакт между Испанией, Марокко и Мавританией об окончании испанского присутствия на территории Испанской Сахары, и дальнейшем управлении ею. Отошёл от дел в 1977 году.